# Казанбаева, Шырынкуль
Шырынкуль Казанбаева (12 сентября 1920 год, село Айтбалар — 06.2018) — звеньевая колхоза «Коммунизм» Чиилийского района Кзыл-Ординской области, Казахская ССР. Герой Социалистического Труда (1972). Депутат Верховного Совета Казахской ССР.

## Биография
Происходит из рода таракты.
Родилась в 1920 году в селе Айтбалар в бедной казахской семье. В 1940 году окончила бухгалтерские курсы. В 1941 году окончив трёхмесячные курсы механизации, стала работать трактористкой на Чиилийской МТС. Была первой женщиной-трактористкой в Чиилийском районе. Позднее по предложению Ибрая Жахаева была назначена звеньевой рисоводческого звена колхоза «Коммунизм» Чиилийского района. 
Звено Шырынкуль Казанбаевой ежегодно перевыполняла план по сбору риса. В течение нескольких лет показатели составляли около 100 центнеров с гектара. В 1972 году звено собрало в среднем по 125 центнеров риса с каждого гектара. В 1972 году была удостоена звания Героя Социалистического Труда «за большие успехи, достигнутые в увеличении производства и продажи государству зерна, сахарной свеклы, хлопка, других продуктов земледелия, и проявленную трудовую доблесть на уборке урожая». 
Несколько раз участвовала во Всесоюзной выставке ВДНХ, где каждый раз получала золотую медаль. Четырежды избиралась депутатом Верховного Совета Казахской ССР. 
Награды
- Герой Социалистического Труда — указом Президиума Верховного Совета СССР 13 декабря 1972 года
- Орден Ленина
- Орден Трудового Красного Знамени
- Орден «Знак Почёта»